# Pn-overgang
Se også pn-diode
En pn-overgang eller np-overgang er en grænseflade mellem to typer af halvledere; p-type og n-type, inden i ét enkelt krystal af halvleder. En pn-overgang bliver skabt ved dotering, fx ved ion-implantation, diffusion af dopanter - eller ved epitaksi (vækst af et dopant-type doteret krystallag ovenpå et andet dopant-type doteret krystallag). Hvis to separate dopant-type doterede krystallag blev sat sammen mekanisk ville der introduceres en kornovergang mellem de to dopant-type halvledere, hvilket ville hæmme dets anvendelse grundet scattering af elektronerne og elektronhullerne.
pn-overgange er grundlæggende "byggeblokke" af de fleste halvlederkomponenter såsom dioder, transistorer, solceller, lysdioder og integrerede kredsløb; pn-overgange er her de aktive zoner, hvor komponentens elektroniske virkning sker. Fx består den bipolare transistor af to pn-overgange i serie; i form af enten npn eller pnp.
Opdagelsen af pn-overgangen bliver sædvanligvis krediteret til den amerikanske fysiker Russell Ohl i 1939 fra Bell Laboratories.
En Schottky-overgang er et specialtilfælde af en pn-overgang, hvor metallet har rollen af p-type halvlederen.

## pn-overgangens egenskaber uden ekstern fotonbelysning
pn-overgangen besidder nogle interessante egenskaber, der har nogle brugbare anvendelser indenfor moderne elektronik. Et p-doteret halvleder er en relativ god leder. Det samme gælder en n-doteret halvleder, men overgangen mellem dem bliver tømt for "frie" ladningsbærere - og er derfor ikke-ledende, afhængig af de relative spændinger over de to halvlederområder. Ved manipulering af disse ikke-ledende zoner - kan pn-overgangene anvendes til dioder; kredsløbselementer som tillader en strøm af elektricitet i den ene retning, men ikke i den anden (modsatte) retning. Forspænding/spærrespænding er anvendelsen af en spænding over en pn-overgang; forspænding er i retning af "let" elektrisk strømming - og spærrespænding (omvendt forspænding) er i retning af lille eller meget lille elektrisk strømming. 

### Uden forspænding
I en pn-overgang, uden ekstern påtrykt spændingsforskel, bliver en ligevægtsbetingelse nået, hvor en (mindre) spændingsforskel opretholdes over overgangen. Denne potentialeforskel kaldes det indbyggede potentiale {\displaystyle V_{\rm {bi}}}.
I np-overgangen vil elektroner fra n-zonen nær pn-overgangen have en tendens til af diffundere ind i p-zonen. Når disse elektroner diffunderer efterlader de positivt ladede ion (donor-ioner) i n-zonen. 
På lignende vis vil huller fra p-zonen nær pn-overgangen have en tendens til af diffundere ind i n-zonen, efterladende (acceptor-ioner) med negativ ladning. Området nær pn-overgangen mister sin neutralitet og bliver ladet - og udgør rumladningsområdet eller spærrelaget (se figur A).
Det elektriske felt skabt af rumladningsområdet modsætter sig diffusionsprocessen for både elektroner og huller. Dette er to samtidige fænomener: Diffusionsprocessen har en tendens til at skabe mere rumladning - og det genererede elektriske felt af rumladningen som modvirker diffusionen. Ladningskoncentrationsprofilen ved ligevægt er vist i figur A med blå og røde linjer. Der er også vist de to modsat balancerende fænomener som tilvejebringer ligevægt.

### Med forspænding
I fremad-bias bliver p-type halvlederen forbundet med den positive terminal - og n-type halvlederen bliver forbundet med den negative terminal.
Med et spændingskilde (fx batteri) forbundet så pn-overgangen får fremad-bias, vil elektronhuller i P-type zonen og elektroner i N-type zonen blive skubbet mod selve overgangen. Dette reducerer spærrelagsbredden. Det positive potentiale sat til P-type materialet frastøder huller, mens det negative potentiale sat til N-type materialet frastøder "frie" elektroner. Da elektroner og huller bliver skubbet mod overgangen, vil spærrelaget blive smallere. Dette minsker barrierens potentiale. Ved at øge forward-bias spændingen, kan spærrelagszonen blive så tynd at zonens elektriske felt ikke kan modvirke ladningsbærere at krydse pn-overgange - og som konsekvens minskes pn-overgangens resistans.

### Med spærrespænding (omvendt forspænding)
I omvendt-bias bliver p-type halvlederen forbundet med den negative terminal - og n-type halvlederen bliver forbundet med den positive terminal.
Med et spændingskilde (fx batteri) forbundet så pn-overgangen får omvendt-bias, vil huller i P-type zonen og elektroner i N-type zonen blive trukket væk fra overgangen. Dette øger spærrelagsbredden. Det negative potentiale sat til P-type materialet tiltrækker huller, mens det positive potentiale sat til N-type materialet tiltrækker "frie" elektroner. Da elektroner og huller bliver trukket væk fra overgangen, vil spærrelaget blive breddere. Dette øger barrierens potentiale. pn-overgangen virker her som isolator.
Hvis det elektriske felts gradient øges over et vist kritisk niveau, vil pn-overgangen spærrelag gennembrydes og strøm vil begynde at flyde, typisk ved enten en Zener-effekt eller avalanche-effekt. Disse fænomener er begge ikke-destruktive og er reversible, så længe strømstyrken ikke får halvlederen til at blive for varm. Hvis halvlederen bliver for varm vil det forårsage termiske skader.
Denne effekt anvendes i Zenerdiode stabiliserede regulatorkredsløb.
En anden anvendelse af omvendt-bias er kapacitetsdioder, hvor bredden af spærrelaget (styret af pn-overgangsspændingen) ændrer diodens kapacitans.

## pn-overgangens egenskaber med rette eksterne fotoneksitation eller fotonafgivelse
For at en pn-overgang kan blive belyst med - eller afgive fotoner med den rette bølgelængde, skal krystalindpakningen være gennemsigtig for de givne fotoner.
Der vil dog være et spændingsfald over PN uanset om pn-overgangen udsender eller optager fotoner - og dette spændingsfald vil afhænge af PN-halvledermaterialet, temperatur, aktive areal+tykkelse og strømstyrke/areal:
| Hyppigst anvendte halvledermaterialer | Spændingsfald ca. Vf (V) @ 20mA | Bølgelængde ca. nm | Bemærkninger |
| ------------------------------------- | ------------------------------- | ------------------ | --- |
| Ge, Germanium                         | 0,2-1,5                         |                    | Ensretterdioder. Anvendes næsten ikke mere. F.eks. OA91, AA119, AA143, 1N60, AAY10-120, OY101(aksialt hus uden gevind) |
| Kobberoxid                            | 0,2 (?mA)                       |                    | Ensretterdioder. Anvendes næsten ikke mere.                                                                            |
| Selen-baserede                        | 0,5 (?mA)                       |                    | Ensretterdioder. Anvendes næsten ikke mere.                                                                            |
| Si, Silicium                          | 0,7                             |                    | Ensretterdioder. F.eks. OY101(aksialt hus med gevind), 1N4007, 1N4148, 1N4448, BY227                                   |
| Si, Silicium                          | 0,2-0,3                         |                    | Schottky-ensretterdioder. F.eks. BAT81, 1N5817, MBR160, MMBD770                                                        |
| SiC, Siliciumcarbid                   | ca. 1                           |                    | SiC-Schottky-diode. F.eks. GB01SLT12-220                                                                               |
| GaAs Galliumarsenid, GaAlAs           | 1,2-1,9                         | 850-940            | Infrarøde lysdioder og laserdioder                                                                                     |
| GaAlAs, GaAsP, InGaAIP, GaP           | 1,6-2,0                         | 610-760            | Røde lysdioder |
| GaAsP, InGaAIP, GaP                   | 2,0-2,1                         | 590-610            | Orange og ravfarvede lysdioder                                                                                         |
| GaAsP, AlGaInP, GaP                   | 2,1-2,2                         | 570-590            | Gule lysdioder |
| GaP, AlGaInP, AlGaP                   | 1,9-4,0                         | 500-570            | Grønne lysdioder |
| InGaN, SiC                            | 2,5-3,7                         | 450-500            | Blå lysdioder og laserdioder - inkl. hvide lysdioder                                                                   |
| InGaN                                 | 2,8-4,0                         | 400-450            | Violette lysdioder |
| AlN, AlGaN, AlGaInN                   | 3,1-4,1                         | <400               | Ultraviolette lysdioder                                                                                                |

### Ingen forspænding; med fotoneksitation
pn-overgangen vil her opføre sig som en fotodiode og solcelle, hvor spændingen vil stige grundet fotonabsorbtion og afhængig af ydre belastning og belysningsstyrke og foton-bølgelængde.
Selv lysdioder kan opføre sig som fotodioder og solceller.

### Med spærrespænding; med fotoneksitation
Denne anvendelsestilstand gør at (fx) en fotodiode reagerer hurtigere på lysændringer. Dette er nyttig i f.eks. optisk fiber modtagere. Fotostrømmen er nogenlunde lineart afhængig af lysstyrken.

### Med forspænding; med fotonudsendelse
Når der påtrykkes en positiv spænding over PN, vil elektronerne løbe gennem N til NP-zone, og hullerne vil løbe gennem P til NP-zone fra den anden side. Det resulterer i at elektroner og hullerne annihilerer under udsendelse af fotoner. Men disse fotoner kan blive absorberet af krystalnærområderne og blive omsat til termisk varme, hvis krystalnærområderne ikke er designet favorabelt.
pn-overgangen kan her opføre sig som en monokromatisk (infrarød, synligt lys eller UV)-lysdiode eller laserdiode.

## pn-overgang anekdoter

### Utilsigtet fotodiodevirkning
Raspberry Pi 2 fra 2015 har en lille regulatorkreds, som er gennemsigtig for lys. Det resulterer i at Raspberry Pi 2 går ned hvis den bliver xenon-blitzet - andre skriver, at Raspberry Pi 2 er blitz- og laser-sky. Det skyldes fotodiode- og solcelle-effekten og bevirker at regulatorkredsen slukker processoren, ved kraftig infrarød belysning.

### Tilsigtet (?) fotodiodevirkning
Det forlød (fra midt 1960'erne og frem) at den eneste forskel på den bipolare transistor med produktkoden OC71 - og fototransistoren OCP71, var fraværet af sort maling på OCP71. Da OCP71 var dyrere end OC71, købte folk som havde brug for en fototransistor blot en OC71 og skrabede malingen af. Det hævdes så, at producenten Mullard opdagede dette og herefter fyldte OC71 med et uigennemsigtigt fyldmateriale, så OC71 ikke mere kunne benyttes som en fototransistor. Denne anekdote er dog usand. Faktisk blev de kasserede indpakkede OCP71 gentestet. Hvis de opfyldte kravene som andre OCxx transistorer, blev de malet med sort maling og solgt som OCxx.
I denne kilde står der at en OCP71 "blot" er en OC71 uden sort maling...